# J-Melo
J-Melo là một chương trình truyền hình âm nhạc được phát sóng hàng tuần do NHK sản xuất. Chương trình được phát sóng trên kênh NHK World và hoàn toàn sử dụng tiếng Anh. Chương trình bắt đầu được lên sóng từ ngày 7 tháng 10 năm 2005.

## Lịch sử và chương tình

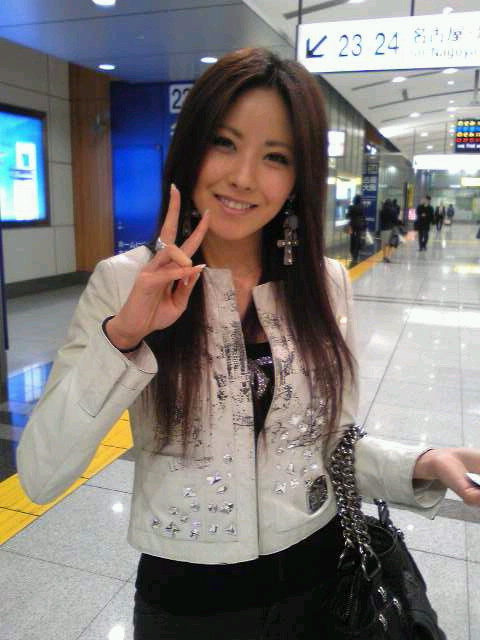
melody. người dẫn chương trình từ tháng 4 năm 2007 cho đến tháng 9 năm 2008.

Người dẫn chương trình đầu tiên là Takematsu Mai, một nhạc công đàn hạc người Nhật. Tên gọi chương trình, "J-Melo" xuất phát từ, "Japan" [Nhật Bản], "Melody" [giai điệu], và "Mellow" [êm dịu hay vui vẻ]. Đây là chương trình về âm nhạc Nhật Bản đầu tiên của NHK được thể hiện hoàn toàn bằng tiếng Anh và được truyền đi khắp thế giới thông qua kênh truyền hình quốc tế của đài là NHK World. Ngoài ra, chương trình cũng được trình chiếu trên một số kênh truyền hình tại Nhật Bản với phụ đề bằng tiếng Nhật. Vào tháng 3 năm 2007, Takematsu Mai đã rút khỏi chương trình để ưu tiên cho nghề nghiệp y khoa của cô, vào tháng 4 năm 2007, chương trình có người dẫ mới với nghệ danh là melody. Cô đảm nhận vị trí này cho đến tháng 9 năm 2008 và người kế tiếp cô là May J.. Người dẫn mới của J-Melo đã ra mắt vào tháng 10 năm 2008, cùng với May J. còn có Shanti cũng có mặt trong chương trình, ngoài ra website của chương trình cũng được cấp nhật thường xuyên hơn và một bảng xếp hạng mở cũng đã xuất hiện. Sau đó, chương trình lần đầu tiên xuất hiện hai người dẫn chương trình cùng một lúc với sự góp mặt của Enka, một nghệ sĩ nhạc cổ điển của Nhật Bản. Bên cạnh việc trình chiếu các ca khúc, chường tình cũng thực hiện các buổi phỏng vấn hay phóng sự về các nghệ sĩ.

## Phân đoạn
J-Melo xây dựng chương trình theo các đề tài khác nhau mỗi tuần, và hầu hết các bản nhạc tập trung vào chủ đề đó. Các chủ đề có thể được nói đến như "Summer Favorites" [Mùa hè thú vị], "Musicians from Okinawa" [Nhạc sĩ đến từ Okinawa] hay "Summer Rock Festivals" [Lễ hội nhạc Rock Mùa hè]. Trong các tháng, chương trình cũng phát các só đặc biệt, khi đó khán giả có thể gửi yêu cầu về âm nhạc thông qua website của J-Melo.

### Thư điện tử đặc biệt
Vào tháng 12 năm 2007, chương tình bắt đầu cho hoạt động một địa chỉ thư điện tử đặc biệt. Nó sẽ đếm lùi các quốc gia mà chương trình nhận được nhiều thư nhất cũng như những nghệ sĩ được yêu cầu nhiều nhất.

#### 2007
| Hạng | Quốc gia                    |
| ---- | --------------------------- |
| 1    | Philippines                 |
| 2    | Perú                        |
| 3    | Hoa Kỳ                      |
| 4    | Canada                      |
| 5    | Brasil · México · Indonesia |
| 6    | Nepal                       |
| 7    | Nhật Bản                    |
| 8    | Việt Nam · Malaysia         |
| 9    | Bồ Đào Nha                  |
| 10   | Úc                          |

| Hạng | Nghệ sĩ       |
| ---- | ------------- |
| 1    | L'Arc-en-Ciel |
| 2    | melody.       |

| Hạng | Nghệ sĩ       |
| ---- | ------------- |
| 1    | L'Arc-en-Ciel |
| 2    | melody.       |

#### 2008
| Hạng | Quốc gia               |
| ---- | ---------------------- |
| 1    | Philippines            |
| 2    | Hoa Kỳ                 |
| 3    | Perú                   |
| 4    | Nhật Bản               |
| 5    | Indonesia              |
| 6    | Brasil                 |
| 7    | Canada                 |
| 8    | Việt Nam () · Nepal () |
| 9    | Thái Lan               |
| 10   | UAE                    |

| Hạng | Nghệ sĩ        |
| ---- | -------------- |
| 1    | L'Arc-en-Ciel  |
| 2    | Arashi         |
| 3    | Hamasaki Ayumi |

| Hạng | Nghệ sĩ        |
| ---- | -------------- |
| 1    | L'Arc-en-Ciel  |
| 2    | Arashi         |
| 3    | Hamasaki Ayumi |